# Anguanax
Anguanax zignoi is een lid van de Plesiosauria dat tijdens de late Jura leefde in het gebied van het huidige Italië.

## Vondst en naamgeving
In de negentiende eeuw groef Achille de Zigno fossielen op in de groeve van Kaberlaba bij Asiago. In 1883 wees hij die toe aan Plesiosaurus. Het is wel vermeld dat hij een aparte soort Plesiosaurus italicus benoemd zou hebben maar dat is onjuist; dergelijke vermeldingen leverden dus slechts een nomen nudum op. 
In de jaren tachtig van de twintigste eeuw werden nog meer en completere resten ontdekt. Onderzoek door Cau en Fanti concludeerde in 2014 dat het materiaal in feite uit twee typen bestaat: het eerste betreft inderdaad een, indertijd nog onbenoemde, plesiosauriër, het tweede echter vertegenwoordigt een lid van de Crocodylomorpha.
In 2015 werd de typesoort Anguanax zignoi benoemd en beschreven door Andra Cau en Fedrico Fanti. De geslachtsnaam is een combinatie van de Anguana, een riviermonster uit de legenden van het noorden van Italië, en het Grieks anax, "heerser". De soortaanduiding eert Zigno.
Het holotype,  MPPL 18797, is gevonden in een laag van de Rosso Ammonitico Veronese-formatie die dateert uit het middelste Oxfordien. Het bestaat uit een gedeeltelijk skelet met schedel. Bewaard zijn gebleven: een gedeeltelijke schedel met onderkaken, tweeëndertig losse tanden, wervels uit de nek, rug en staart, de rechterschoudergordel, het linkeropperarmbeen, het linkerspaakbeen, de linkerellepijp, drie carpalia uit de linkerpols, delen van het bekken, een dijbeen, twee botten uit het onderbeen, losse enkelbeenderen en kootjes. Het betreft een volwassen individu.

## Beschrijving

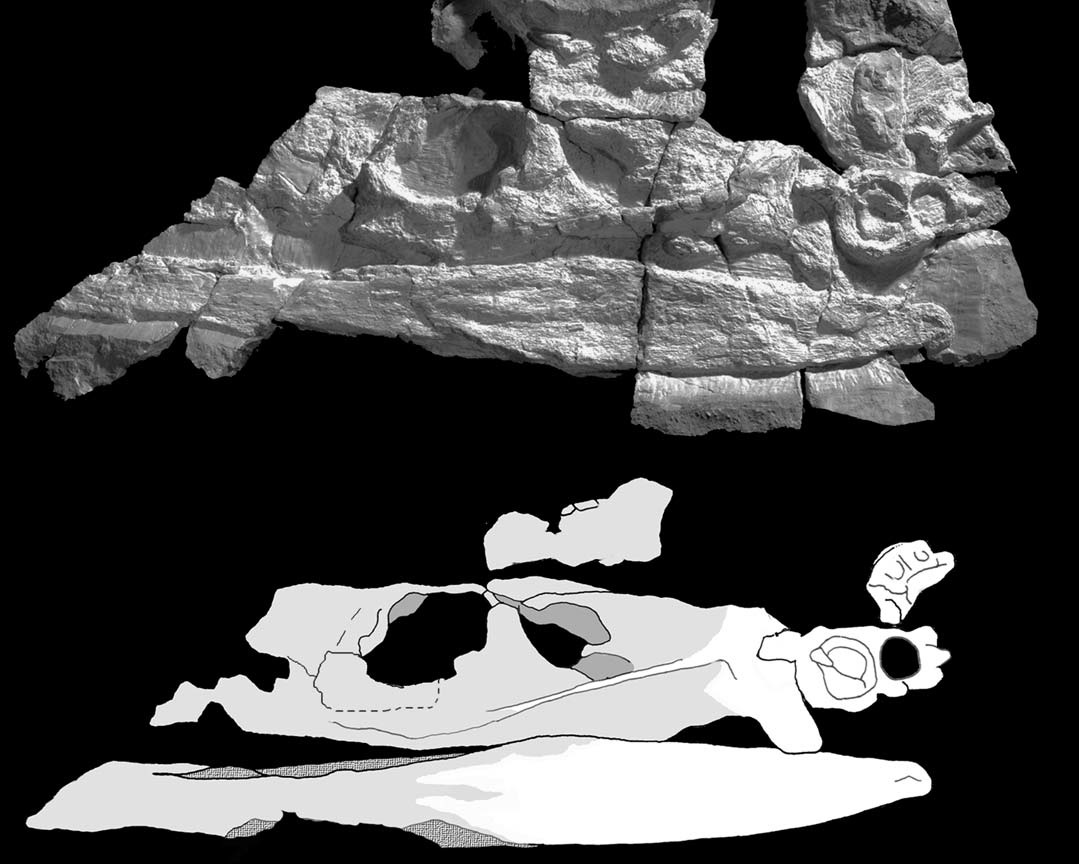
De schedel van de linkerzijde bezien

Anguanax is een kleine vier meter lang. De schedel heeft een bewaarde lengte van tweeënvijftig centimeter en een geschatte oorspronkelijke lengte van tachtig centimeter.
De beschrijvers stelden enkele onderscheidende kenmerken vast. Twee daarvan zijn autapomorfieën, unieke afgeleide eigenschappen. Het palpebrale steekt in de oogkas uit op de middelste hoogte van de voorrand van de oogkas. De onderste achterste tak van het ravenbeksbeen heeft het profiel van een opvallende trapeziumvormige structuur die zijwaarts niet de hoogte bereikt van het schoudergewricht en een rechte achterrand heeft die schuin naar achteren en buiten is gericht.
Daarnaast is er een unieke combinatie van op zich niet unieke kenmerken. De achterrand van de oogkas heeft een tredevormige achterste onderhoek. Het coronoïde van de onderkaak vormt maar en lage verheffing. Het retroarticulair uitsteeksel, de hefboom waarmee de muil geopend wordt, steekt recht naar achteren. Het doornuitsteeksel van de draaier is smal. De voorste halswervels dragen op de middenlijn van de onderzijde een lage en brede richel. Bij de staartwervels zijn de ribfacetten hooggeplaatst op de wervellichamen maar lopen niet over op de wervelbogen.

## Fylogenie
Anguanax werd basaal in de Pliosauridae geplaatst, buiten de Thalassophonea, onder Marmornectes. Dat impliceert een lange verborgen ontwikkelingslijn. Anguanax is dan wel fylogenetisch basaal maar heeft een heel eigen morfologie ontwikkeld. Cau stelde dat het dier opvallend snel geëvolueerd moest zijn en dat dit typerend zou wezen voor alle gewervelde reptielen uit zijn formatie.
Het volgende kladogram toont de positie in de Pliosauridae volgens Cau:
|  | Hauffiosaurus longirostris |
|  |                            |
|  | Hauffiosaurus tomistomimus |
|  |                            |
|  | Hauffiosaurus zanoni       |
|  |                            |

|  | Simolestes vorax |
|  | |
|  | \| \| Liopleurodon ferox \| \| \| \| \| \| een grote polytomie, "kam", van twaalf soorten (inclusief Brachaucheninae, Pliosaurus en Gallardosaurus) \| \| \| \| |
|  | |
|  | Liopleurodon ferox |
|  | |
|  | een grote polytomie, "kam", van twaalf soorten (inclusief Brachaucheninae, Pliosaurus en Gallardosaurus)                                                        |
|  | |

|  | Liopleurodon ferox                                                                                       |
|  | |
|  | een grote polytomie, "kam", van twaalf soorten (inclusief Brachaucheninae, Pliosaurus en Gallardosaurus) |
|  | |

|  | Simolestes vorax |
|  | |
|  | \| \| Liopleurodon ferox \| \| \| \| \| \| een grote polytomie, "kam", van twaalf soorten (inclusief Brachaucheninae, Pliosaurus en Gallardosaurus) \| \| \| \| |
|  | |
|  | Liopleurodon ferox |
|  | |
|  | een grote polytomie, "kam", van twaalf soorten (inclusief Brachaucheninae, Pliosaurus en Gallardosaurus)                                                        |
|  | |

|  | Liopleurodon ferox                                                                                       |
|  | |
|  | een grote polytomie, "kam", van twaalf soorten (inclusief Brachaucheninae, Pliosaurus en Gallardosaurus) |
|  | |

|  | Simolestes vorax |
|  | |
|  | \| \| Liopleurodon ferox \| \| \| \| \| \| een grote polytomie, "kam", van twaalf soorten (inclusief Brachaucheninae, Pliosaurus en Gallardosaurus) \| \| \| \| |
|  | |
|  | Liopleurodon ferox |
|  | |
|  | een grote polytomie, "kam", van twaalf soorten (inclusief Brachaucheninae, Pliosaurus en Gallardosaurus)                                                        |
|  | |

|  | Liopleurodon ferox                                                                                       |
|  | |
|  | een grote polytomie, "kam", van twaalf soorten (inclusief Brachaucheninae, Pliosaurus en Gallardosaurus) |
|  | |

|  | Simolestes vorax |
|  | |
|  | \| \| Liopleurodon ferox \| \| \| \| \| \| een grote polytomie, "kam", van twaalf soorten (inclusief Brachaucheninae, Pliosaurus en Gallardosaurus) \| \| \| \| |
|  | |
|  | Liopleurodon ferox |
|  | |
|  | een grote polytomie, "kam", van twaalf soorten (inclusief Brachaucheninae, Pliosaurus en Gallardosaurus)                                                        |
|  | |

|  | Liopleurodon ferox                                                                                       |
|  | |
|  | een grote polytomie, "kam", van twaalf soorten (inclusief Brachaucheninae, Pliosaurus en Gallardosaurus) |
|  | |

|  | Simolestes vorax |
|  | |
|  | \| \| Liopleurodon ferox \| \| \| \| \| \| een grote polytomie, "kam", van twaalf soorten (inclusief Brachaucheninae, Pliosaurus en Gallardosaurus) \| \| \| \| |
|  | |
|  | Liopleurodon ferox |
|  | |
|  | een grote polytomie, "kam", van twaalf soorten (inclusief Brachaucheninae, Pliosaurus en Gallardosaurus)                                                        |
|  | |

|  | Liopleurodon ferox                                                                                       |
|  | |
|  | een grote polytomie, "kam", van twaalf soorten (inclusief Brachaucheninae, Pliosaurus en Gallardosaurus) |
|  | |

|  | Simolestes vorax |
|  | |
|  | \| \| Liopleurodon ferox \| \| \| \| \| \| een grote polytomie, "kam", van twaalf soorten (inclusief Brachaucheninae, Pliosaurus en Gallardosaurus) \| \| \| \| |
|  | |
|  | Liopleurodon ferox |
|  | |
|  | een grote polytomie, "kam", van twaalf soorten (inclusief Brachaucheninae, Pliosaurus en Gallardosaurus)                                                        |
|  | |

|  | Liopleurodon ferox                                                                                       |
|  | |
|  | een grote polytomie, "kam", van twaalf soorten (inclusief Brachaucheninae, Pliosaurus en Gallardosaurus) |
|  | |

|  | Simolestes vorax |
|  | |
|  | \| \| Liopleurodon ferox \| \| \| \| \| \| een grote polytomie, "kam", van twaalf soorten (inclusief Brachaucheninae, Pliosaurus en Gallardosaurus) \| \| \| \| |
|  | |
|  | Liopleurodon ferox |
|  | |
|  | een grote polytomie, "kam", van twaalf soorten (inclusief Brachaucheninae, Pliosaurus en Gallardosaurus)                                                        |
|  | |

|  | Liopleurodon ferox                                                                                       |
|  | |
|  | een grote polytomie, "kam", van twaalf soorten (inclusief Brachaucheninae, Pliosaurus en Gallardosaurus) |
|  | |

|  | Simolestes vorax |
|  | |
|  | \| \| Liopleurodon ferox \| \| \| \| \| \| een grote polytomie, "kam", van twaalf soorten (inclusief Brachaucheninae, Pliosaurus en Gallardosaurus) \| \| \| \| |
|  | |
|  | Liopleurodon ferox |
|  | |
|  | een grote polytomie, "kam", van twaalf soorten (inclusief Brachaucheninae, Pliosaurus en Gallardosaurus)                                                        |
|  | |

|  | Liopleurodon ferox                                                                                       |
|  | |
|  | een grote polytomie, "kam", van twaalf soorten (inclusief Brachaucheninae, Pliosaurus en Gallardosaurus) |
|  | |

|  | Simolestes vorax |
|  | |
|  | \| \| Liopleurodon ferox \| \| \| \| \| \| een grote polytomie, "kam", van twaalf soorten (inclusief Brachaucheninae, Pliosaurus en Gallardosaurus) \| \| \| \| |
|  | |
|  | Liopleurodon ferox |
|  | |
|  | een grote polytomie, "kam", van twaalf soorten (inclusief Brachaucheninae, Pliosaurus en Gallardosaurus)                                                        |
|  | |

|  | Liopleurodon ferox                                                                                       |
|  | |
|  | een grote polytomie, "kam", van twaalf soorten (inclusief Brachaucheninae, Pliosaurus en Gallardosaurus) |
|  | |

|  | Simolestes vorax |
|  | |
|  | \| \| Liopleurodon ferox \| \| \| \| \| \| een grote polytomie, "kam", van twaalf soorten (inclusief Brachaucheninae, Pliosaurus en Gallardosaurus) \| \| \| \| |
|  | |
|  | Liopleurodon ferox |
|  | |
|  | een grote polytomie, "kam", van twaalf soorten (inclusief Brachaucheninae, Pliosaurus en Gallardosaurus)                                                        |
|  | |

|  | Liopleurodon ferox                                                                                       |
|  | |
|  | een grote polytomie, "kam", van twaalf soorten (inclusief Brachaucheninae, Pliosaurus en Gallardosaurus) |
|  | |

|  | Simolestes vorax |
|  | |
|  | \| \| Liopleurodon ferox \| \| \| \| \| \| een grote polytomie, "kam", van twaalf soorten (inclusief Brachaucheninae, Pliosaurus en Gallardosaurus) \| \| \| \| |
|  | |
|  | Liopleurodon ferox |
|  | |
|  | een grote polytomie, "kam", van twaalf soorten (inclusief Brachaucheninae, Pliosaurus en Gallardosaurus)                                                        |
|  | |

|  | Liopleurodon ferox                                                                                       |
|  | |
|  | een grote polytomie, "kam", van twaalf soorten (inclusief Brachaucheninae, Pliosaurus en Gallardosaurus) |
|  | |

|  | Simolestes vorax |
|  | |
|  | \| \| Liopleurodon ferox \| \| \| \| \| \| een grote polytomie, "kam", van twaalf soorten (inclusief Brachaucheninae, Pliosaurus en Gallardosaurus) \| \| \| \| |
|  | |
|  | Liopleurodon ferox |
|  | |
|  | een grote polytomie, "kam", van twaalf soorten (inclusief Brachaucheninae, Pliosaurus en Gallardosaurus)                                                        |
|  | |

|  | Liopleurodon ferox                                                                                       |
|  | |
|  | een grote polytomie, "kam", van twaalf soorten (inclusief Brachaucheninae, Pliosaurus en Gallardosaurus) |
|  | |

|  | Simolestes vorax |
|  | |
|  | \| \| Liopleurodon ferox \| \| \| \| \| \| een grote polytomie, "kam", van twaalf soorten (inclusief Brachaucheninae, Pliosaurus en Gallardosaurus) \| \| \| \| |
|  | |
|  | Liopleurodon ferox |
|  | |
|  | een grote polytomie, "kam", van twaalf soorten (inclusief Brachaucheninae, Pliosaurus en Gallardosaurus)                                                        |
|  | |

|  | Liopleurodon ferox                                                                                       |
|  | |
|  | een grote polytomie, "kam", van twaalf soorten (inclusief Brachaucheninae, Pliosaurus en Gallardosaurus) |
|  | |

|  | Simolestes vorax |
|  | |
|  | \| \| Liopleurodon ferox \| \| \| \| \| \| een grote polytomie, "kam", van twaalf soorten (inclusief Brachaucheninae, Pliosaurus en Gallardosaurus) \| \| \| \| |
|  | |
|  | Liopleurodon ferox |
|  | |
|  | een grote polytomie, "kam", van twaalf soorten (inclusief Brachaucheninae, Pliosaurus en Gallardosaurus)                                                        |
|  | |

|  | Liopleurodon ferox                                                                                       |
|  | |
|  | een grote polytomie, "kam", van twaalf soorten (inclusief Brachaucheninae, Pliosaurus en Gallardosaurus) |
|  | |

|  | Simolestes vorax |
|  | |
|  | \| \| Liopleurodon ferox \| \| \| \| \| \| een grote polytomie, "kam", van twaalf soorten (inclusief Brachaucheninae, Pliosaurus en Gallardosaurus) \| \| \| \| |
|  | |
|  | Liopleurodon ferox |
|  | |
|  | een grote polytomie, "kam", van twaalf soorten (inclusief Brachaucheninae, Pliosaurus en Gallardosaurus)                                                        |
|  | |

|  | Liopleurodon ferox                                                                                       |
|  | |
|  | een grote polytomie, "kam", van twaalf soorten (inclusief Brachaucheninae, Pliosaurus en Gallardosaurus) |
|  | |

|  | Simolestes vorax |
|  | |
|  | \| \| Liopleurodon ferox \| \| \| \| \| \| een grote polytomie, "kam", van twaalf soorten (inclusief Brachaucheninae, Pliosaurus en Gallardosaurus) \| \| \| \| |
|  | |
|  | Liopleurodon ferox |
|  | |
|  | een grote polytomie, "kam", van twaalf soorten (inclusief Brachaucheninae, Pliosaurus en Gallardosaurus)                                                        |
|  | |

|  | Liopleurodon ferox                                                                                       |
|  | |
|  | een grote polytomie, "kam", van twaalf soorten (inclusief Brachaucheninae, Pliosaurus en Gallardosaurus) |
|  | |

|  | Hauffiosaurus longirostris |
|  |                            |
|  | Hauffiosaurus tomistomimus |
|  |                            |
|  | Hauffiosaurus zanoni       |
|  |                            |

|  | Simolestes vorax |
|  | |
|  | \| \| Liopleurodon ferox \| \| \| \| \| \| een grote polytomie, "kam", van twaalf soorten (inclusief Brachaucheninae, Pliosaurus en Gallardosaurus) \| \| \| \| |
|  | |
|  | Liopleurodon ferox |
|  | |
|  | een grote polytomie, "kam", van twaalf soorten (inclusief Brachaucheninae, Pliosaurus en Gallardosaurus)                                                        |
|  | |

|  | Liopleurodon ferox                                                                                       |
|  | |
|  | een grote polytomie, "kam", van twaalf soorten (inclusief Brachaucheninae, Pliosaurus en Gallardosaurus) |
|  | |

|  | Simolestes vorax |
|  | |
|  | \| \| Liopleurodon ferox \| \| \| \| \| \| een grote polytomie, "kam", van twaalf soorten (inclusief Brachaucheninae, Pliosaurus en Gallardosaurus) \| \| \| \| |
|  | |
|  | Liopleurodon ferox |
|  | |
|  | een grote polytomie, "kam", van twaalf soorten (inclusief Brachaucheninae, Pliosaurus en Gallardosaurus)                                                        |
|  | |

|  | Liopleurodon ferox                                                                                       |
|  | |
|  | een grote polytomie, "kam", van twaalf soorten (inclusief Brachaucheninae, Pliosaurus en Gallardosaurus) |
|  | |

|  | Simolestes vorax |
|  | |
|  | \| \| Liopleurodon ferox \| \| \| \| \| \| een grote polytomie, "kam", van twaalf soorten (inclusief Brachaucheninae, Pliosaurus en Gallardosaurus) \| \| \| \| |
|  | |
|  | Liopleurodon ferox |
|  | |
|  | een grote polytomie, "kam", van twaalf soorten (inclusief Brachaucheninae, Pliosaurus en Gallardosaurus)                                                        |
|  | |

|  | Liopleurodon ferox                                                                                       |
|  | |
|  | een grote polytomie, "kam", van twaalf soorten (inclusief Brachaucheninae, Pliosaurus en Gallardosaurus) |
|  | |

|  | Simolestes vorax |
|  | |
|  | \| \| Liopleurodon ferox \| \| \| \| \| \| een grote polytomie, "kam", van twaalf soorten (inclusief Brachaucheninae, Pliosaurus en Gallardosaurus) \| \| \| \| |
|  | |
|  | Liopleurodon ferox |
|  | |
|  | een grote polytomie, "kam", van twaalf soorten (inclusief Brachaucheninae, Pliosaurus en Gallardosaurus)                                                        |
|  | |

|  | Liopleurodon ferox                                                                                       |
|  | |
|  | een grote polytomie, "kam", van twaalf soorten (inclusief Brachaucheninae, Pliosaurus en Gallardosaurus) |
|  | |

|  | Simolestes vorax |
|  | |
|  | \| \| Liopleurodon ferox \| \| \| \| \| \| een grote polytomie, "kam", van twaalf soorten (inclusief Brachaucheninae, Pliosaurus en Gallardosaurus) \| \| \| \| |
|  | |
|  | Liopleurodon ferox |
|  | |
|  | een grote polytomie, "kam", van twaalf soorten (inclusief Brachaucheninae, Pliosaurus en Gallardosaurus)                                                        |
|  | |

|  | Liopleurodon ferox                                                                                       |
|  | |
|  | een grote polytomie, "kam", van twaalf soorten (inclusief Brachaucheninae, Pliosaurus en Gallardosaurus) |
|  | |

|  | Simolestes vorax |
|  | |
|  | \| \| Liopleurodon ferox \| \| \| \| \| \| een grote polytomie, "kam", van twaalf soorten (inclusief Brachaucheninae, Pliosaurus en Gallardosaurus) \| \| \| \| |
|  | |
|  | Liopleurodon ferox |
|  | |
|  | een grote polytomie, "kam", van twaalf soorten (inclusief Brachaucheninae, Pliosaurus en Gallardosaurus)                                                        |
|  | |

|  | Liopleurodon ferox                                                                                       |
|  | |
|  | een grote polytomie, "kam", van twaalf soorten (inclusief Brachaucheninae, Pliosaurus en Gallardosaurus) |
|  | |

|  | Simolestes vorax |
|  | |
|  | \| \| Liopleurodon ferox \| \| \| \| \| \| een grote polytomie, "kam", van twaalf soorten (inclusief Brachaucheninae, Pliosaurus en Gallardosaurus) \| \| \| \| |
|  | |
|  | Liopleurodon ferox |
|  | |
|  | een grote polytomie, "kam", van twaalf soorten (inclusief Brachaucheninae, Pliosaurus en Gallardosaurus)                                                        |
|  | |

|  | Liopleurodon ferox                                                                                       |
|  | |
|  | een grote polytomie, "kam", van twaalf soorten (inclusief Brachaucheninae, Pliosaurus en Gallardosaurus) |
|  | |

|  | Simolestes vorax |
|  | |
|  | \| \| Liopleurodon ferox \| \| \| \| \| \| een grote polytomie, "kam", van twaalf soorten (inclusief Brachaucheninae, Pliosaurus en Gallardosaurus) \| \| \| \| |
|  | |
|  | Liopleurodon ferox |
|  | |
|  | een grote polytomie, "kam", van twaalf soorten (inclusief Brachaucheninae, Pliosaurus en Gallardosaurus)                                                        |
|  | |

|  | Liopleurodon ferox                                                                                       |
|  | |
|  | een grote polytomie, "kam", van twaalf soorten (inclusief Brachaucheninae, Pliosaurus en Gallardosaurus) |
|  | |

|  | Simolestes vorax |
|  | |
|  | \| \| Liopleurodon ferox \| \| \| \| \| \| een grote polytomie, "kam", van twaalf soorten (inclusief Brachaucheninae, Pliosaurus en Gallardosaurus) \| \| \| \| |
|  | |
|  | Liopleurodon ferox |
|  | |
|  | een grote polytomie, "kam", van twaalf soorten (inclusief Brachaucheninae, Pliosaurus en Gallardosaurus)                                                        |
|  | |

|  | Liopleurodon ferox                                                                                       |
|  | |
|  | een grote polytomie, "kam", van twaalf soorten (inclusief Brachaucheninae, Pliosaurus en Gallardosaurus) |
|  | |

|  | Simolestes vorax |
|  | |
|  | \| \| Liopleurodon ferox \| \| \| \| \| \| een grote polytomie, "kam", van twaalf soorten (inclusief Brachaucheninae, Pliosaurus en Gallardosaurus) \| \| \| \| |
|  | |
|  | Liopleurodon ferox |
|  | |
|  | een grote polytomie, "kam", van twaalf soorten (inclusief Brachaucheninae, Pliosaurus en Gallardosaurus)                                                        |
|  | |

|  | Liopleurodon ferox                                                                                       |
|  | |
|  | een grote polytomie, "kam", van twaalf soorten (inclusief Brachaucheninae, Pliosaurus en Gallardosaurus) |
|  | |

|  | Simolestes vorax |
|  | |
|  | \| \| Liopleurodon ferox \| \| \| \| \| \| een grote polytomie, "kam", van twaalf soorten (inclusief Brachaucheninae, Pliosaurus en Gallardosaurus) \| \| \| \| |
|  | |
|  | Liopleurodon ferox |
|  | |
|  | een grote polytomie, "kam", van twaalf soorten (inclusief Brachaucheninae, Pliosaurus en Gallardosaurus)                                                        |
|  | |

|  | Liopleurodon ferox                                                                                       |
|  | |
|  | een grote polytomie, "kam", van twaalf soorten (inclusief Brachaucheninae, Pliosaurus en Gallardosaurus) |
|  | |

|  | Simolestes vorax |
|  | |
|  | \| \| Liopleurodon ferox \| \| \| \| \| \| een grote polytomie, "kam", van twaalf soorten (inclusief Brachaucheninae, Pliosaurus en Gallardosaurus) \| \| \| \| |
|  | |
|  | Liopleurodon ferox |
|  | |
|  | een grote polytomie, "kam", van twaalf soorten (inclusief Brachaucheninae, Pliosaurus en Gallardosaurus)                                                        |
|  | |

|  | Liopleurodon ferox                                                                                       |
|  | |
|  | een grote polytomie, "kam", van twaalf soorten (inclusief Brachaucheninae, Pliosaurus en Gallardosaurus) |
|  | |

|  | Simolestes vorax |
|  | |
|  | \| \| Liopleurodon ferox \| \| \| \| \| \| een grote polytomie, "kam", van twaalf soorten (inclusief Brachaucheninae, Pliosaurus en Gallardosaurus) \| \| \| \| |
|  | |
|  | Liopleurodon ferox |
|  | |
|  | een grote polytomie, "kam", van twaalf soorten (inclusief Brachaucheninae, Pliosaurus en Gallardosaurus)                                                        |
|  | |

|  | Liopleurodon ferox                                                                                       |
|  | |
|  | een grote polytomie, "kam", van twaalf soorten (inclusief Brachaucheninae, Pliosaurus en Gallardosaurus) |
|  | |

|  | Simolestes vorax |
|  | |
|  | \| \| Liopleurodon ferox \| \| \| \| \| \| een grote polytomie, "kam", van twaalf soorten (inclusief Brachaucheninae, Pliosaurus en Gallardosaurus) \| \| \| \| |
|  | |
|  | Liopleurodon ferox |
|  | |
|  | een grote polytomie, "kam", van twaalf soorten (inclusief Brachaucheninae, Pliosaurus en Gallardosaurus)                                                        |
|  | |

|  | Liopleurodon ferox                                                                                       |
|  | |
|  | een grote polytomie, "kam", van twaalf soorten (inclusief Brachaucheninae, Pliosaurus en Gallardosaurus) |
|  | |

|  | Simolestes vorax |
|  | |
|  | \| \| Liopleurodon ferox \| \| \| \| \| \| een grote polytomie, "kam", van twaalf soorten (inclusief Brachaucheninae, Pliosaurus en Gallardosaurus) \| \| \| \| |
|  | |
|  | Liopleurodon ferox |
|  | |
|  | een grote polytomie, "kam", van twaalf soorten (inclusief Brachaucheninae, Pliosaurus en Gallardosaurus)                                                        |
|  | |

|  | Liopleurodon ferox                                                                                       |
|  | |
|  | een grote polytomie, "kam", van twaalf soorten (inclusief Brachaucheninae, Pliosaurus en Gallardosaurus) |
|  | |

|  | Simolestes vorax |
|  | |
|  | \| \| Liopleurodon ferox \| \| \| \| \| \| een grote polytomie, "kam", van twaalf soorten (inclusief Brachaucheninae, Pliosaurus en Gallardosaurus) \| \| \| \| |
|  | |
|  | Liopleurodon ferox |
|  | |
|  | een grote polytomie, "kam", van twaalf soorten (inclusief Brachaucheninae, Pliosaurus en Gallardosaurus)                                                        |
|  | |

|  | Liopleurodon ferox                                                                                       |
|  | |
|  | een grote polytomie, "kam", van twaalf soorten (inclusief Brachaucheninae, Pliosaurus en Gallardosaurus) |
|  | |

|  | Hauffiosaurus longirostris |
|  |                            |
|  | Hauffiosaurus tomistomimus |
|  |                            |
|  | Hauffiosaurus zanoni       |
|  |                            |

|  | Simolestes vorax |
|  | |
|  | \| \| Liopleurodon ferox \| \| \| \| \| \| een grote polytomie, "kam", van twaalf soorten (inclusief Brachaucheninae, Pliosaurus en Gallardosaurus) \| \| \| \| |
|  | |
|  | Liopleurodon ferox |
|  | |
|  | een grote polytomie, "kam", van twaalf soorten (inclusief Brachaucheninae, Pliosaurus en Gallardosaurus)                                                        |
|  | |

|  | Liopleurodon ferox                                                                                       |
|  | |
|  | een grote polytomie, "kam", van twaalf soorten (inclusief Brachaucheninae, Pliosaurus en Gallardosaurus) |
|  | |

|  | Simolestes vorax |
|  | |
|  | \| \| Liopleurodon ferox \| \| \| \| \| \| een grote polytomie, "kam", van twaalf soorten (inclusief Brachaucheninae, Pliosaurus en Gallardosaurus) \| \| \| \| |
|  | |
|  | Liopleurodon ferox |
|  | |
|  | een grote polytomie, "kam", van twaalf soorten (inclusief Brachaucheninae, Pliosaurus en Gallardosaurus)                                                        |
|  | |

|  | Liopleurodon ferox                                                                                       |
|  | |
|  | een grote polytomie, "kam", van twaalf soorten (inclusief Brachaucheninae, Pliosaurus en Gallardosaurus) |
|  | |

|  | Simolestes vorax |
|  | |
|  | \| \| Liopleurodon ferox \| \| \| \| \| \| een grote polytomie, "kam", van twaalf soorten (inclusief Brachaucheninae, Pliosaurus en Gallardosaurus) \| \| \| \| |
|  | |
|  | Liopleurodon ferox |
|  | |
|  | een grote polytomie, "kam", van twaalf soorten (inclusief Brachaucheninae, Pliosaurus en Gallardosaurus)                                                        |
|  | |

|  | Liopleurodon ferox                                                                                       |
|  | |
|  | een grote polytomie, "kam", van twaalf soorten (inclusief Brachaucheninae, Pliosaurus en Gallardosaurus) |
|  | |

|  | Simolestes vorax |
|  | |
|  | \| \| Liopleurodon ferox \| \| \| \| \| \| een grote polytomie, "kam", van twaalf soorten (inclusief Brachaucheninae, Pliosaurus en Gallardosaurus) \| \| \| \| |
|  | |
|  | Liopleurodon ferox |
|  | |
|  | een grote polytomie, "kam", van twaalf soorten (inclusief Brachaucheninae, Pliosaurus en Gallardosaurus)                                                        |
|  | |

|  | Liopleurodon ferox                                                                                       |
|  | |
|  | een grote polytomie, "kam", van twaalf soorten (inclusief Brachaucheninae, Pliosaurus en Gallardosaurus) |
|  | |

|  | Simolestes vorax |
|  | |
|  | \| \| Liopleurodon ferox \| \| \| \| \| \| een grote polytomie, "kam", van twaalf soorten (inclusief Brachaucheninae, Pliosaurus en Gallardosaurus) \| \| \| \| |
|  | |
|  | Liopleurodon ferox |
|  | |
|  | een grote polytomie, "kam", van twaalf soorten (inclusief Brachaucheninae, Pliosaurus en Gallardosaurus)                                                        |
|  | |

|  | Liopleurodon ferox                                                                                       |
|  | |
|  | een grote polytomie, "kam", van twaalf soorten (inclusief Brachaucheninae, Pliosaurus en Gallardosaurus) |
|  | |

|  | Simolestes vorax |
|  | |
|  | \| \| Liopleurodon ferox \| \| \| \| \| \| een grote polytomie, "kam", van twaalf soorten (inclusief Brachaucheninae, Pliosaurus en Gallardosaurus) \| \| \| \| |
|  | |
|  | Liopleurodon ferox |
|  | |
|  | een grote polytomie, "kam", van twaalf soorten (inclusief Brachaucheninae, Pliosaurus en Gallardosaurus)                                                        |
|  | |

|  | Liopleurodon ferox                                                                                       |
|  | |
|  | een grote polytomie, "kam", van twaalf soorten (inclusief Brachaucheninae, Pliosaurus en Gallardosaurus) |
|  | |

|  | Simolestes vorax |
|  | |
|  | \| \| Liopleurodon ferox \| \| \| \| \| \| een grote polytomie, "kam", van twaalf soorten (inclusief Brachaucheninae, Pliosaurus en Gallardosaurus) \| \| \| \| |
|  | |
|  | Liopleurodon ferox |
|  | |
|  | een grote polytomie, "kam", van twaalf soorten (inclusief Brachaucheninae, Pliosaurus en Gallardosaurus)                                                        |
|  | |

|  | Liopleurodon ferox                                                                                       |
|  | |
|  | een grote polytomie, "kam", van twaalf soorten (inclusief Brachaucheninae, Pliosaurus en Gallardosaurus) |
|  | |

|  | Simolestes vorax |
|  | |
|  | \| \| Liopleurodon ferox \| \| \| \| \| \| een grote polytomie, "kam", van twaalf soorten (inclusief Brachaucheninae, Pliosaurus en Gallardosaurus) \| \| \| \| |
|  | |
|  | Liopleurodon ferox |
|  | |
|  | een grote polytomie, "kam", van twaalf soorten (inclusief Brachaucheninae, Pliosaurus en Gallardosaurus)                                                        |
|  | |

|  | Liopleurodon ferox                                                                                       |
|  | |
|  | een grote polytomie, "kam", van twaalf soorten (inclusief Brachaucheninae, Pliosaurus en Gallardosaurus) |
|  | |

|  | Simolestes vorax |
|  | |
|  | \| \| Liopleurodon ferox \| \| \| \| \| \| een grote polytomie, "kam", van twaalf soorten (inclusief Brachaucheninae, Pliosaurus en Gallardosaurus) \| \| \| \| |
|  | |
|  | Liopleurodon ferox |
|  | |
|  | een grote polytomie, "kam", van twaalf soorten (inclusief Brachaucheninae, Pliosaurus en Gallardosaurus)                                                        |
|  | |

|  | Liopleurodon ferox                                                                                       |
|  | |
|  | een grote polytomie, "kam", van twaalf soorten (inclusief Brachaucheninae, Pliosaurus en Gallardosaurus) |
|  | |

|  | Simolestes vorax |
|  | |
|  | \| \| Liopleurodon ferox \| \| \| \| \| \| een grote polytomie, "kam", van twaalf soorten (inclusief Brachaucheninae, Pliosaurus en Gallardosaurus) \| \| \| \| |
|  | |
|  | Liopleurodon ferox |
|  | |
|  | een grote polytomie, "kam", van twaalf soorten (inclusief Brachaucheninae, Pliosaurus en Gallardosaurus)                                                        |
|  | |

|  | Liopleurodon ferox                                                                                       |
|  | |
|  | een grote polytomie, "kam", van twaalf soorten (inclusief Brachaucheninae, Pliosaurus en Gallardosaurus) |
|  | |

|  | Simolestes vorax |
|  | |
|  | \| \| Liopleurodon ferox \| \| \| \| \| \| een grote polytomie, "kam", van twaalf soorten (inclusief Brachaucheninae, Pliosaurus en Gallardosaurus) \| \| \| \| |
|  | |
|  | Liopleurodon ferox |
|  | |
|  | een grote polytomie, "kam", van twaalf soorten (inclusief Brachaucheninae, Pliosaurus en Gallardosaurus)                                                        |
|  | |

|  | Liopleurodon ferox                                                                                       |
|  | |
|  | een grote polytomie, "kam", van twaalf soorten (inclusief Brachaucheninae, Pliosaurus en Gallardosaurus) |
|  | |

|  | Simolestes vorax |
|  | |
|  | \| \| Liopleurodon ferox \| \| \| \| \| \| een grote polytomie, "kam", van twaalf soorten (inclusief Brachaucheninae, Pliosaurus en Gallardosaurus) \| \| \| \| |
|  | |
|  | Liopleurodon ferox |
|  | |
|  | een grote polytomie, "kam", van twaalf soorten (inclusief Brachaucheninae, Pliosaurus en Gallardosaurus)                                                        |
|  | |

|  | Liopleurodon ferox                                                                                       |
|  | |
|  | een grote polytomie, "kam", van twaalf soorten (inclusief Brachaucheninae, Pliosaurus en Gallardosaurus) |
|  | |

|  | Simolestes vorax |
|  | |
|  | \| \| Liopleurodon ferox \| \| \| \| \| \| een grote polytomie, "kam", van twaalf soorten (inclusief Brachaucheninae, Pliosaurus en Gallardosaurus) \| \| \| \| |
|  | |
|  | Liopleurodon ferox |
|  | |
|  | een grote polytomie, "kam", van twaalf soorten (inclusief Brachaucheninae, Pliosaurus en Gallardosaurus)                                                        |
|  | |

|  | Liopleurodon ferox                                                                                       |
|  | |
|  | een grote polytomie, "kam", van twaalf soorten (inclusief Brachaucheninae, Pliosaurus en Gallardosaurus) |
|  | |

|  | Simolestes vorax |
|  | |
|  | \| \| Liopleurodon ferox \| \| \| \| \| \| een grote polytomie, "kam", van twaalf soorten (inclusief Brachaucheninae, Pliosaurus en Gallardosaurus) \| \| \| \| |
|  | |
|  | Liopleurodon ferox |
|  | |
|  | een grote polytomie, "kam", van twaalf soorten (inclusief Brachaucheninae, Pliosaurus en Gallardosaurus)                                                        |
|  | |

|  | Liopleurodon ferox                                                                                       |
|  | |
|  | een grote polytomie, "kam", van twaalf soorten (inclusief Brachaucheninae, Pliosaurus en Gallardosaurus) |
|  | |

|  | Simolestes vorax |
|  | |
|  | \| \| Liopleurodon ferox \| \| \| \| \| \| een grote polytomie, "kam", van twaalf soorten (inclusief Brachaucheninae, Pliosaurus en Gallardosaurus) \| \| \| \| |
|  | |
|  | Liopleurodon ferox |
|  | |
|  | een grote polytomie, "kam", van twaalf soorten (inclusief Brachaucheninae, Pliosaurus en Gallardosaurus)                                                        |
|  | |

|  | Liopleurodon ferox                                                                                       |
|  | |
|  | een grote polytomie, "kam", van twaalf soorten (inclusief Brachaucheninae, Pliosaurus en Gallardosaurus) |
|  | |

|  | Simolestes vorax |
|  | |
|  | \| \| Liopleurodon ferox \| \| \| \| \| \| een grote polytomie, "kam", van twaalf soorten (inclusief Brachaucheninae, Pliosaurus en Gallardosaurus) \| \| \| \| |
|  | |
|  | Liopleurodon ferox |
|  | |
|  | een grote polytomie, "kam", van twaalf soorten (inclusief Brachaucheninae, Pliosaurus en Gallardosaurus)                                                        |
|  | |

|  | Liopleurodon ferox                                                                                       |
|  | |
|  | een grote polytomie, "kam", van twaalf soorten (inclusief Brachaucheninae, Pliosaurus en Gallardosaurus) |
|  | |

|  | Hauffiosaurus longirostris |
|  |                            |
|  | Hauffiosaurus tomistomimus |
|  |                            |
|  | Hauffiosaurus zanoni       |
|  |                            |

|  | Simolestes vorax |
|  | |
|  | \| \| Liopleurodon ferox \| \| \| \| \| \| een grote polytomie, "kam", van twaalf soorten (inclusief Brachaucheninae, Pliosaurus en Gallardosaurus) \| \| \| \| |
|  | |
|  | Liopleurodon ferox |
|  | |
|  | een grote polytomie, "kam", van twaalf soorten (inclusief Brachaucheninae, Pliosaurus en Gallardosaurus)                                                        |
|  | |

|  | Liopleurodon ferox                                                                                       |
|  | |
|  | een grote polytomie, "kam", van twaalf soorten (inclusief Brachaucheninae, Pliosaurus en Gallardosaurus) |
|  | |

|  | Simolestes vorax |
|  | |
|  | \| \| Liopleurodon ferox \| \| \| \| \| \| een grote polytomie, "kam", van twaalf soorten (inclusief Brachaucheninae, Pliosaurus en Gallardosaurus) \| \| \| \| |
|  | |
|  | Liopleurodon ferox |
|  | |
|  | een grote polytomie, "kam", van twaalf soorten (inclusief Brachaucheninae, Pliosaurus en Gallardosaurus)                                                        |
|  | |

|  | Liopleurodon ferox                                                                                       |
|  | |
|  | een grote polytomie, "kam", van twaalf soorten (inclusief Brachaucheninae, Pliosaurus en Gallardosaurus) |
|  | |

|  | Simolestes vorax |
|  | |
|  | \| \| Liopleurodon ferox \| \| \| \| \| \| een grote polytomie, "kam", van twaalf soorten (inclusief Brachaucheninae, Pliosaurus en Gallardosaurus) \| \| \| \| |
|  | |
|  | Liopleurodon ferox |
|  | |
|  | een grote polytomie, "kam", van twaalf soorten (inclusief Brachaucheninae, Pliosaurus en Gallardosaurus)                                                        |
|  | |

|  | Liopleurodon ferox                                                                                       |
|  | |
|  | een grote polytomie, "kam", van twaalf soorten (inclusief Brachaucheninae, Pliosaurus en Gallardosaurus) |
|  | |

|  | Simolestes vorax |
|  | |
|  | \| \| Liopleurodon ferox \| \| \| \| \| \| een grote polytomie, "kam", van twaalf soorten (inclusief Brachaucheninae, Pliosaurus en Gallardosaurus) \| \| \| \| |
|  | |
|  | Liopleurodon ferox |
|  | |
|  | een grote polytomie, "kam", van twaalf soorten (inclusief Brachaucheninae, Pliosaurus en Gallardosaurus)                                                        |
|  | |

|  | Liopleurodon ferox                                                                                       |
|  | |
|  | een grote polytomie, "kam", van twaalf soorten (inclusief Brachaucheninae, Pliosaurus en Gallardosaurus) |
|  | |

|  | Simolestes vorax |
|  | |
|  | \| \| Liopleurodon ferox \| \| \| \| \| \| een grote polytomie, "kam", van twaalf soorten (inclusief Brachaucheninae, Pliosaurus en Gallardosaurus) \| \| \| \| |
|  | |
|  | Liopleurodon ferox |
|  | |
|  | een grote polytomie, "kam", van twaalf soorten (inclusief Brachaucheninae, Pliosaurus en Gallardosaurus)                                                        |
|  | |

|  | Liopleurodon ferox                                                                                       |
|  | |
|  | een grote polytomie, "kam", van twaalf soorten (inclusief Brachaucheninae, Pliosaurus en Gallardosaurus) |
|  | |

|  | Simolestes vorax |
|  | |
|  | \| \| Liopleurodon ferox \| \| \| \| \| \| een grote polytomie, "kam", van twaalf soorten (inclusief Brachaucheninae, Pliosaurus en Gallardosaurus) \| \| \| \| |
|  | |
|  | Liopleurodon ferox |
|  | |
|  | een grote polytomie, "kam", van twaalf soorten (inclusief Brachaucheninae, Pliosaurus en Gallardosaurus)                                                        |
|  | |

|  | Liopleurodon ferox                                                                                       |
|  | |
|  | een grote polytomie, "kam", van twaalf soorten (inclusief Brachaucheninae, Pliosaurus en Gallardosaurus) |
|  | |

|  | Simolestes vorax |
|  | |
|  | \| \| Liopleurodon ferox \| \| \| \| \| \| een grote polytomie, "kam", van twaalf soorten (inclusief Brachaucheninae, Pliosaurus en Gallardosaurus) \| \| \| \| |
|  | |
|  | Liopleurodon ferox |
|  | |
|  | een grote polytomie, "kam", van twaalf soorten (inclusief Brachaucheninae, Pliosaurus en Gallardosaurus)                                                        |
|  | |

|  | Liopleurodon ferox                                                                                       |
|  | |
|  | een grote polytomie, "kam", van twaalf soorten (inclusief Brachaucheninae, Pliosaurus en Gallardosaurus) |
|  | |

|  | Simolestes vorax |
|  | |
|  | \| \| Liopleurodon ferox \| \| \| \| \| \| een grote polytomie, "kam", van twaalf soorten (inclusief Brachaucheninae, Pliosaurus en Gallardosaurus) \| \| \| \| |
|  | |
|  | Liopleurodon ferox |
|  | |
|  | een grote polytomie, "kam", van twaalf soorten (inclusief Brachaucheninae, Pliosaurus en Gallardosaurus)                                                        |
|  | |

|  | Liopleurodon ferox                                                                                       |
|  | |
|  | een grote polytomie, "kam", van twaalf soorten (inclusief Brachaucheninae, Pliosaurus en Gallardosaurus) |
|  | |

|  | Simolestes vorax |
|  | |
|  | \| \| Liopleurodon ferox \| \| \| \| \| \| een grote polytomie, "kam", van twaalf soorten (inclusief Brachaucheninae, Pliosaurus en Gallardosaurus) \| \| \| \| |
|  | |
|  | Liopleurodon ferox |
|  | |
|  | een grote polytomie, "kam", van twaalf soorten (inclusief Brachaucheninae, Pliosaurus en Gallardosaurus)                                                        |
|  | |

|  | Liopleurodon ferox                                                                                       |
|  | |
|  | een grote polytomie, "kam", van twaalf soorten (inclusief Brachaucheninae, Pliosaurus en Gallardosaurus) |
|  | |

|  | Simolestes vorax |
|  | |
|  | \| \| Liopleurodon ferox \| \| \| \| \| \| een grote polytomie, "kam", van twaalf soorten (inclusief Brachaucheninae, Pliosaurus en Gallardosaurus) \| \| \| \| |
|  | |
|  | Liopleurodon ferox |
|  | |
|  | een grote polytomie, "kam", van twaalf soorten (inclusief Brachaucheninae, Pliosaurus en Gallardosaurus)                                                        |
|  | |

|  | Liopleurodon ferox                                                                                       |
|  | |
|  | een grote polytomie, "kam", van twaalf soorten (inclusief Brachaucheninae, Pliosaurus en Gallardosaurus) |
|  | |

|  | Simolestes vorax |
|  | |
|  | \| \| Liopleurodon ferox \| \| \| \| \| \| een grote polytomie, "kam", van twaalf soorten (inclusief Brachaucheninae, Pliosaurus en Gallardosaurus) \| \| \| \| |
|  | |
|  | Liopleurodon ferox |
|  | |
|  | een grote polytomie, "kam", van twaalf soorten (inclusief Brachaucheninae, Pliosaurus en Gallardosaurus)                                                        |
|  | |

|  | Liopleurodon ferox                                                                                       |
|  | |
|  | een grote polytomie, "kam", van twaalf soorten (inclusief Brachaucheninae, Pliosaurus en Gallardosaurus) |
|  | |

|  | Simolestes vorax |
|  | |
|  | \| \| Liopleurodon ferox \| \| \| \| \| \| een grote polytomie, "kam", van twaalf soorten (inclusief Brachaucheninae, Pliosaurus en Gallardosaurus) \| \| \| \| |
|  | |
|  | Liopleurodon ferox |
|  | |
|  | een grote polytomie, "kam", van twaalf soorten (inclusief Brachaucheninae, Pliosaurus en Gallardosaurus)                                                        |
|  | |

|  | Liopleurodon ferox                                                                                       |
|  | |
|  | een grote polytomie, "kam", van twaalf soorten (inclusief Brachaucheninae, Pliosaurus en Gallardosaurus) |
|  | |

|  | Simolestes vorax |
|  | |
|  | \| \| Liopleurodon ferox \| \| \| \| \| \| een grote polytomie, "kam", van twaalf soorten (inclusief Brachaucheninae, Pliosaurus en Gallardosaurus) \| \| \| \| |
|  | |
|  | Liopleurodon ferox |
|  | |
|  | een grote polytomie, "kam", van twaalf soorten (inclusief Brachaucheninae, Pliosaurus en Gallardosaurus)                                                        |
|  | |

|  | Liopleurodon ferox                                                                                       |
|  | |
|  | een grote polytomie, "kam", van twaalf soorten (inclusief Brachaucheninae, Pliosaurus en Gallardosaurus) |
|  | |

|  | Simolestes vorax |
|  | |
|  | \| \| Liopleurodon ferox \| \| \| \| \| \| een grote polytomie, "kam", van twaalf soorten (inclusief Brachaucheninae, Pliosaurus en Gallardosaurus) \| \| \| \| |
|  | |
|  | Liopleurodon ferox |
|  | |
|  | een grote polytomie, "kam", van twaalf soorten (inclusief Brachaucheninae, Pliosaurus en Gallardosaurus)                                                        |
|  | |

|  | Liopleurodon ferox                                                                                       |
|  | |
|  | een grote polytomie, "kam", van twaalf soorten (inclusief Brachaucheninae, Pliosaurus en Gallardosaurus) |
|  | |

|  | Simolestes vorax |
|  | |
|  | \| \| Liopleurodon ferox \| \| \| \| \| \| een grote polytomie, "kam", van twaalf soorten (inclusief Brachaucheninae, Pliosaurus en Gallardosaurus) \| \| \| \| |
|  | |
|  | Liopleurodon ferox |
|  | |
|  | een grote polytomie, "kam", van twaalf soorten (inclusief Brachaucheninae, Pliosaurus en Gallardosaurus)                                                        |
|  | |

|  | Liopleurodon ferox                                                                                       |
|  | |
|  | een grote polytomie, "kam", van twaalf soorten (inclusief Brachaucheninae, Pliosaurus en Gallardosaurus) |
|  | |

|  | Simolestes vorax |
|  | |
|  | \| \| Liopleurodon ferox \| \| \| \| \| \| een grote polytomie, "kam", van twaalf soorten (inclusief Brachaucheninae, Pliosaurus en Gallardosaurus) \| \| \| \| |
|  | |
|  | Liopleurodon ferox |
|  | |
|  | een grote polytomie, "kam", van twaalf soorten (inclusief Brachaucheninae, Pliosaurus en Gallardosaurus)                                                        |
|  | |

|  | Liopleurodon ferox                                                                                       |
|  | |
|  | een grote polytomie, "kam", van twaalf soorten (inclusief Brachaucheninae, Pliosaurus en Gallardosaurus) |
|  | |

## Levenswijze
Anguanax was geen apexpredator zoals meer afgeleide pliosauriden maar vermoedelijk een jager op kleinere en zachtere prooien zoals blijkt uit de lichtgebouwde kaken, meer zijwaarts gerichte ogen en slanke tanden met zwakke kartelingen.